# Mbundes
Els Vambunda (singular Kambunda, adjectiu i llengua Mbunda, Mbúùnda o Chimbúùnda) són un poble bantu que, durant les migracions bantu, van arribar del nord al sud-est d'Angola i a Barotseland, ara part de Zàmbia. El seu nucli actualment es troba al sud-est d'Angola als marges del riu Lunguevungu a les províncies de Moxico i Cuando Cubango.
Els Vambunda comprenen un nombre de subgrups, cadascun dels quals parla el seu propi dialecte: Mbunda Mathzi (Katavola), Yauma, Nkangala, Mbalango, Sango, Shamuka (Chiyengele) i Ndundu, tots ells al sud-est d'Angola.

## Govern reial
El sistema tradicional de govern Mbunda era de tal manera que la sobirania del regne sencer residia en el rei, qui havia de venir de la línia matrilineal central de la jerarquia reial. Això limitava el nombre de membres de la reialesa aspirants al tron central. El rei tenia autoritat absoluta perquè quan prenia una decisió no es posava en dubte sinó que és duta a terme. Les dues funcions principals d'un rei eren legislar normes i governar la comunitat. Al mateix temps hi havia un sistema descentralitzat i efectiu de la norma tradicional a les nombroses àrees i localitats.

## Orígens
Segons la tradició oral dels vambunda, el primer monarca mbunda va ser Mwene Nkuungu. El primer assentament mbunda es trobava al llarg dels afluents del Zambezi a l'actual est d'Angola.
Després de travessar el riu Lyambayi o Zambezi, com se'l coneix avui dia, els mbunda sota la direcció de Vamwene Kaamba ka Mbaao viatjaren fins a un afluent del riu Luena en l'actual Angola que van anomenar Mithimoyi. Es van establir al llarg del riu Mithimoyi (o Misimoyi segons els colonitzadors posteriors), ara anomenat riu Sakasaji, que rep el nom d'una propera vila chokwe. Es van instal·lar a prop de la confluència amb el riu Luena. A partir d'aquí, el grup es va traslladar al sud-oest i s'assentaren a la zona de Luchazes.
Aquesta expansió, que posteriorment fou encapçalada per les expedicions dels monarques mbunda dels segles XII-XII Mwene Kathangila ka Mukenge i Yambayamba Kapanda, també amb els 13 descendents ètnics dels Mbunda Mathzi (Katavola], Chimbandi, Humbi, Ngonjelo, Luimbi, Nyemba, Luchazi, Sango, Mbalango, Nkangala, Yauma, Ndundu i Mashaka.

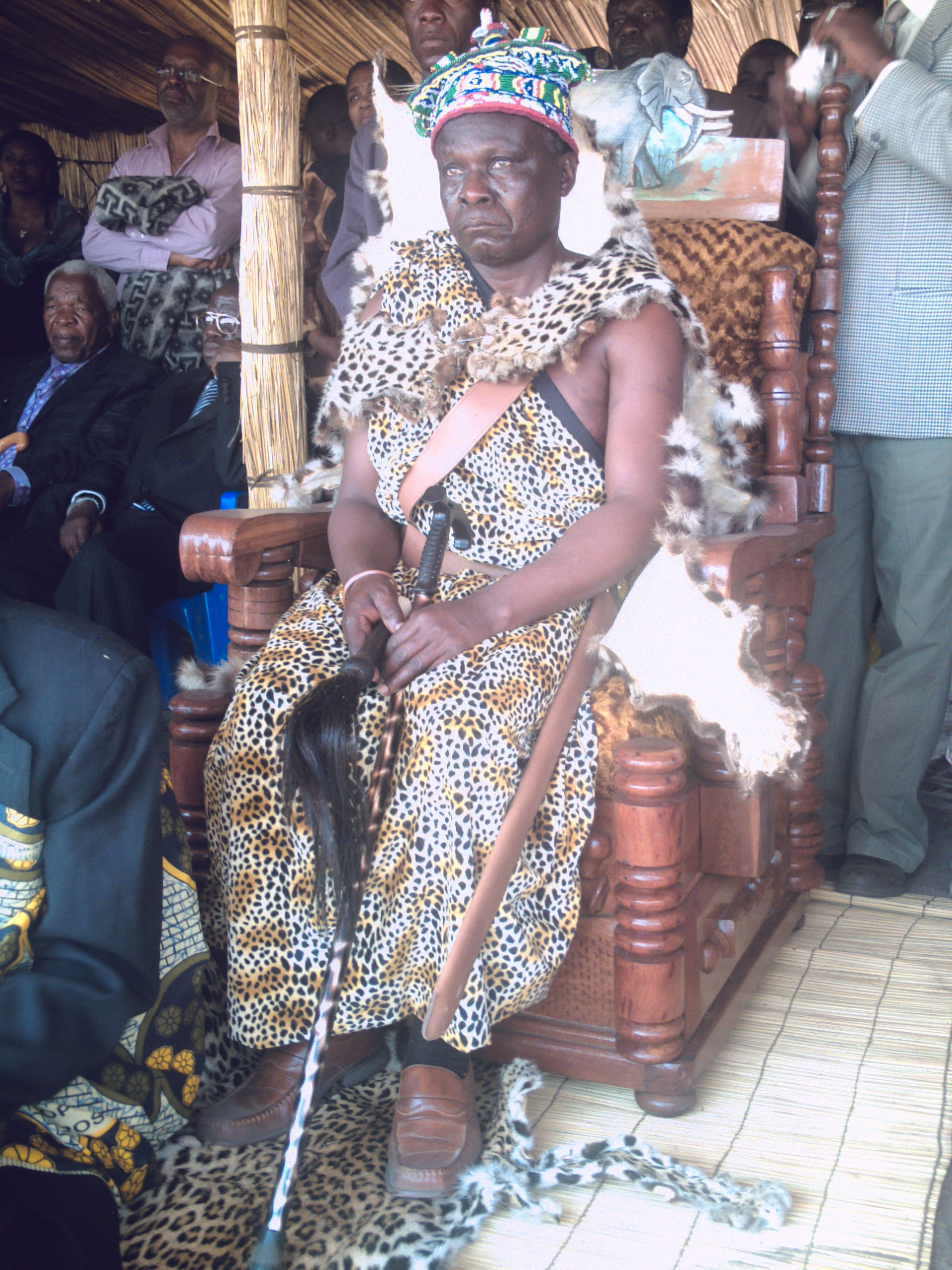
23è monarca mbunda Mwene Mbandu III Mbandu Lifuti en la seva coronació i restauració del regne Mbunda en 2008.

Els Mbunda es continuaren expandint cap al sud fins a un assentament més gran, on va continuar florint el regne Mbunda en el que és conegut com a Mbundaland del riu Lungwevungu a Chibanda o a la frontera meridional amb Namíbia, mentre Lumbala Nguimbo esdevenia llur capital, on el rei Mbandu III Mbandu Lifuti regna avui.

### Guerra amb elschokwe
Mentrestant a Mbundaland els mbunda es van involucrar en una ferotge batalla amb els chokwe. Això va passar després de la mort del 19è monarca mbunda Mwene Katavola I Mwechela, que es creu que havia estat assassinat després d'un complot clandestí contra ell a causa de la promulgació del decret reial que prohibia els matrimonis amb gent d'altres nacionalitats. El seu successor i 20è monarca mbunda, el rei Mwene Katavola II Musangu, que es creu que fou un dels conspiradors en el seu assassinat, va contravenir el decret reial del seu antecessor per la seva passió per una bella esclava chokwe anomenada Nyakoma, que pertanyia a un cap chokwe anomenat Mwa Mushilinjinji qui s'havia assentat a les terres del Luwe, un tributari del riu Nengu. La proposta de matrimoni fou rebutjada per Mushilinjinji perquè era tabú per a un personatge reial casar-se amb una esclava, puix que la descendència d'aquest casament mai no podria qualificar-se com a reial. Això va donar lloc a la seva declaració de guerra contra els chokwe i un intent d'expulsar-los de Mbundaland. Ell va morir als pocs dies després de la batalla Mbunda-Chokwe, emboscat i assassinat. La guerra va acabar de manera concloent a favor dels Mbunda, amb el seu successor i 21è monarca Mbunda, rei Mwene Mbandu I Lyondthzi Kapova inplicat en una guerra sistemàtica de venjança contra els chokwe per la mort del seu nebot.

### Guerra amb elslovale
El rei Mwene Mbandu I Lyondthzi Kapova també va dirigir els mbunda en llur confrontació armada amb els lovale que estaven ansiosos de trencar el poder militar i la independència de l'estat Mbunda i volien capturar esclaus per a la venda. Les dues forces militars s'enfrontaren entre si a la zona de Lunjweva on van matar Masambo, el líder de les forces invasores lovale. Amb l'eliminació de Masambo, els invasors foren derrotats i obligats a una retirada precipitada i desordenada de retorn a la seva terra natal.

### Emigració aBarotseland
A finals del segle xviii alguns mbunda emigraren a Barotseland, Mongu. upon the migration of among others, the Ciyengele

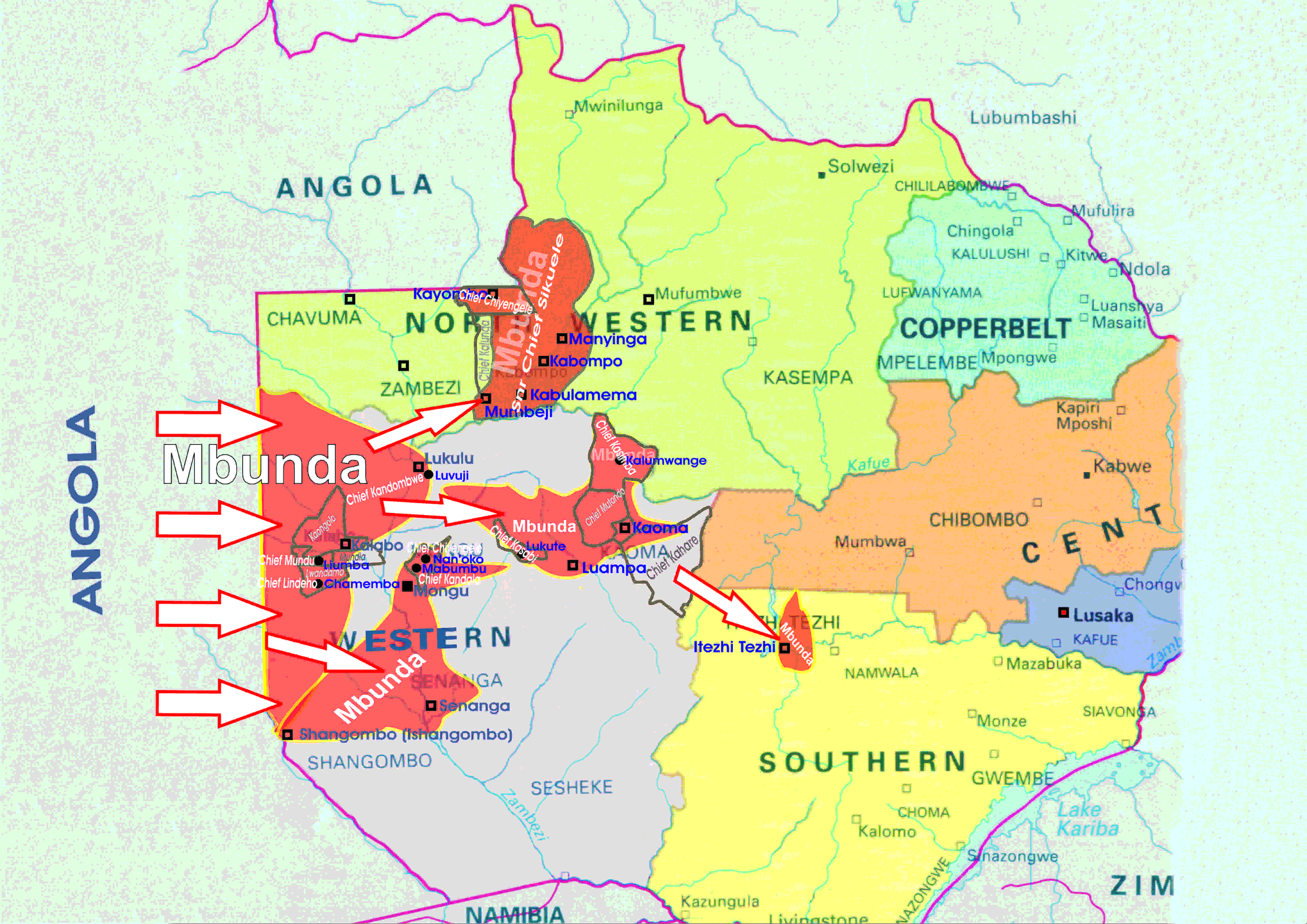
Les àrees d'emigració mbunda d'Angola a Zàmbia, iniciada a finals del segle XVIII

 Els Aluyi i llur líder, el Litunga Mulambwa, premiaren especialment als mbunda per llurs habilitats ens la lluita. Quan els lovale invadiren Barotseland des del nord, els mbunda van contenir la invasió i els derrotaren, acabant amb les incursions lovale. El rei Mulambwa també cimentà el lligam d'amistat entre els Aluyi i els Mbunda amb un Tractat Mulambwa/Chiyengele de 10 punts i cerimonialment donant un pal punxegut anomenat mulombwe a Mwene Chitengi Chiyengele i conformà el seu establiment a Barotseland com a cap senyor dels Mbunda. Això i altres factors van permetre als Mbunda ser inclosos al Consell Nacional Barotse.
En segon lloc, els Mbunda lluitaren al costat dels Aluyi a la guerra Aluyi/Makololo en 1830 que va acabar amb l'ocupació Makololo de Barotseland, el que porta a la creació de la prefectura Mbunda Prefectura a Lukwakwa sota el cap superior Mwene Sikufele, ara al districte Kabompo, descendent dels Mbunda que recolzaren al príncep Mubukwanu dels aluyi. Els Makololo del sud van introduir la llengua sesotho parlada no sols a la Província Occidental sinó també a Botswana, Lesotho, Sud-àfrica i la Franja de Caprivi.
Els Mbunda també lluitaren al costat dels aluyi contra els tonga en la dècada de 1880, guanyant perquè els tonga no tenien defensa contra l'habilitat dels mbunda amb un arc i fletxes, resultant-ne l'emparentament lozi/mbunda i tonga. Més tard els lozis guanyaren la guerra Kaonde/Lozi amb l'ajut de la maquinària de guerra mbunda, donant com a resultat que la prefectura Mbunda del cap Mwene Kasimba fons consolidada fermament a la confluència del Lalafuta i el Kyamenge en 1893, oposada al cap Mushima Njivumina de Kaonde. En honor del tractat Mulambwa/Chiyengele, els Mbunda havien estat els veritable aliats dels aluyi en afers polítics i militars. Els Mbunda vivien pacíficament, dedicats a la ramaderia i al conreu de carabasses, dacsa i arròs, alhora que molts dels seus homes deixaven llurs llars per treballar a les mines de Sud-àfrica. Amb la independència de Zàmbia del domini britànic en 1964 la pràctica fou desencoratjada i els homes foren reclutats per treballar a les plantacions de sucre de Zàmbia.

### La resistència a l'ocupació portuguesa de Mbundaland
A principis del segle XX a causa de la seva resistència a l'ocupació colonial portuguesa, quan els colonialistes portuguesos segrestaren el 21è monarca Mbunda Mwene Mbandu I Lyondthzi Kapova, els mbunda iniciaren una ferotge campanya armada per defensar llur Mbundaland. Tanmateix la superioritat tecnològica de les forces portugueses i el proveïment de pólvora pels fusells els va guanyar la partida. Sense coneixement per fabricar pólvora, finalment els Mbunda van trobar inútil les seves tàctiques guerreres i els seus arcs i fletxes. La potència de foc portuguesa va delmar les forces Mbunda. Els portuguesos van desmantellar el regne Mbunda i van estendre el territori d'Angola sobre Mbundaland. Això va fer provocar la segona migració dels Mbunda a Barotseland.
I més tard causa de l'impacte de la Guerra de la Independència d'Angola (1961-1974) i la posterior Guerra Civil angolesa (1975-2002), molts Mbunda van fugir d'Angola per reubicar-se a l'oest de Zàmbia. Això va marcar la tercera i quarta onada d'immigració dels Mbunda ara província occidental de Zàmbia. Aquests refugiats estaven relacionats amb el Mbunda que ja vivien als voltants de Kalabo, Senanga, Mongu, Kaoma, Lukulu i Kabompo a Zàmbia. Un nombre de Mbunda també s'aixoplugaren al nord de Namíbia, a l'est i oest de la regió de Kavango, al voltant de Rundu i Nkurenkuru i a la Franja de Caprivi.